# شلبرن (ماساچوست)
شلبرن(به انگلیسی: Shelburne) شهرکی در شهرستان فرانکلین ایالت ماساچوست می‌باشد که در سال ۱۷۷۵ بنیان‌گذاری شده‌است. این شهرک در سرشماری سال ۲۰۱۰ میلادی، ۱٬۸۹۳ نفر جمعیت داشته‌است.